# Paranotacythere
Paranotacythere is een geslacht van uitgestorven kreeftachtigen uit de klasse van de Ostracoda (mosselkreeftjes).

## Soorten
- Paranotacythere (Paranotacythere) magnifica Lomax, 1985 †
- Paranotacythere (Paranotacythere) reticulata (Neale, 1962) Grueendel, 1975 †
- Paranotacythere (Paranotacythere) speetonensis (Neale, 1962) Gruendel, 1975 †
- Paranotacythere (Paranotacythere) wolburgi Bassiouni, 1974 †
- Paranotacythere (Unicosta) caputmortuum (Martin, 1957) Bassiouni, 1974 †
- Paranotacythere (Unicosta) effusa Wilkinson, 1983 †
- Paranotacythere (Unicosta) extendata Bassiouni, 1974 †
- Paranotacythere (Unicosta) favulata (Martin, 1940) Bassiouni, 1974 †
- Paranotacythere (Unicosta) gramanni Schudack (M), 1993 †
- Paranotacythere (Unicosta) kemperi Bassiouni, 1974 †
- Paranotacythere (Unicosta) nealei Bassiouni, 1974 †
- Paranotacythere (Unicosta) reticulosa (Donze, 1960) Bassiouni, 1974 †
- Paranotacythere (Unicosta) rimosa (Martin, 1940) Bassiouni, 1974 †
- Paranotacythere atypica (Kaye, 1965) Bassiouni, 1974 †
- Paranotacythere auricula (Martin, 1961) Bassiouni, 1974 †
- Paranotacythere bassiounii Weaver, 1982 †
- Paranotacythere bentziana Bassiouni, 1974 †
- Paranotacythere blanda (Kaye, 1963) Bassiouni, 1974 †
- Paranotacythere catalaunica (Damotte & Grosdidier, 1963) Gruendel, 1975 †
- Paranotacythere cineraria (Anderson, 1971) Bassiouni, 1974 †
- Paranotacythere costata (Kaye, 1963) Bassiouni, 1974 †
- Paranotacythere damottae Bassiouni, 1974 †
- Paranotacythere diglypta (Triebel, 1941) Bassiouni, 1974 †
- Paranotacythere dimorphica Valicenti & Stephens, 1984 †
- Paranotacythere discreta (Luebimova, 1965) Gruendel, 1975 †
- Paranotacythere engelbostelensis Bassiouni, 1974 †
- Paranotacythere extensa (Kuznetsova, 1961) Gruendel, 1975 †
- Paranotacythere fordensis (Kaye, 1965) Bassiouni, 1974 †
- Paranotacythere globosa (Neale, 1962) Bassiouni, 1974 †
- Paranotacythere goerlichi Bassiouni, 1974 †
- Paranotacythere grossa Bassiouni, 1974 †
- Paranotacythere hiltermanni Bassiouni, 1974 †
- Paranotacythere interrupta (Triebel, 1941) Gruendel, 1975 †
- Paranotacythere inversa (Cornuel, 1848) Bassiouni, 1974 †
- Paranotacythere levis (Barker, 1966) Gruendel, 1975 †
- Paranotacythere luettigi Bassiouni, 1974 †
- Paranotacythere luzensis Damotte, Ramalho & Rey, 1988 †
- Paranotacythere malzi Bassiouni, 1974 †
- Paranotacythere maruchoensis Musacchio, 1979 †
- Paranotacythere monocarinata (Permyakova, 1970) Permyakova, 1978 †
- Paranotacythere nodosaria (Anderson, 1971) Gruendel, 1975 †
- Paranotacythere oertlii Bassiouni, 1974 †
- Paranotacythere paraglobosa Bassiouni, 1974 †
- Paranotacythere parva Valicenti & Stephens, 1984 †
- Paranotacythere paula (Luebimova, 1955) Lev, 1983 †
- Paranotacythere peculiaris (Donze, 1965) Gruendel, 1975 †